# Айван Льюїс
Айван Льюїс (англ. Ivan Lewis; нар. 4 березня 1967, Прествіч, Англія) — британський політик-лейборист. Член Палати громад від округу Bury South з 1997 року. Льюїс постійно працював на різних державних посадах під керівництвом прем'єр-міністрів Тоні Блера і Ґордона Брауна з 2001 по 2010. Після поразки Лейбористської партії у травні 2010 року на загальних виборах, Льюїс увійшов до тіньового уряду у жовтні того ж року.